# Латановка (Могилёвский район)
Лата́новка (бел. Латанаўка) — деревня в составе Маховского сельсовета Могилёвского района Могилёвской области Республики Беларусь.

## Географическое положение
Находится в 27 км на юго-востоке от Могилёва и железнодорожной станции Луполово на линии Могилёв—Кричев. На западе и на юге граничит с лесом. На севере проходит мелиоративный канал, соединённый с рекой Чернявка (приток реки Ржавка). Транспортные связи по местной дороге через деревню Большая Дубровка и дальше по шоссе Могилёв—Славгород.
В составе совхоза «Махово» (центр — деревня Махово). Планировочно состоит из короткой улицы ломаного очертания, застроенной неплотно, традиционными деревянными домами усадебного типа.

## Население
- В 1990 году 14 хозяйств, 28 жителей
- В 1999 году — 5 жителей
- В 2007 году 3 хозяйства, 3 жителя
- В 2010 году — 1 житель
- В 2023 году — 0 жителей (нежилая)

## История
Основана в начале 1920-х годов переселенцами из соседних деревень.
С 20 августа 1924 года в Маховском сельсовете Луполовского района Могилёвского округа (до 26.7.1930)
Со 2 марта 1931 года в Могилёвском районе.
С 20 февраля 1938 года в Могилёвской области.
В 1930-е годы сельчане вступили в колхоз.
В Великую Отечественную войну с июля 1941 года до 28 июня 1944 года была оккупирована немецко-фашистскими захватчиками.